# Mathildenhof (Baden)

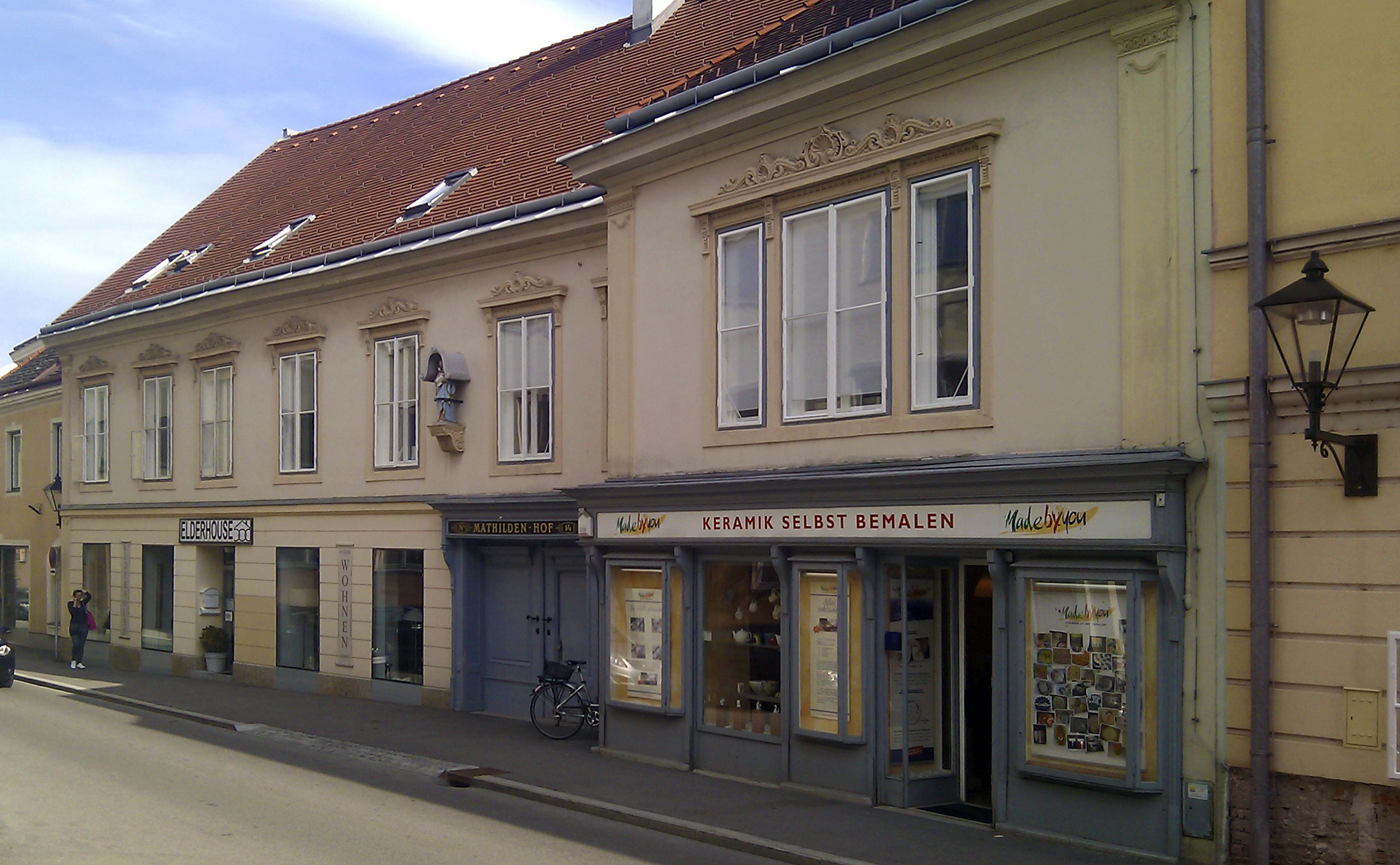
Mathildenhof

Der Mathildenhof ein Bürgerhaus in der Antonsgasse 14 in Baden im gleichnamigen Bezirk in Niederösterreich.

## Geschichte
Das zweigeschoßige Bürgerhaus mit westlich vorspringendem Gebäudeteil geht im Kern auf das 17./18. Jahrhundert zurück und wurde Mitte des 19. Jahrhunderts (mit reichen Fensterbekrönungen der Firma Brausewetter) neu fassadiert. Wahrscheinlich auf Betreiben von Anna von Langusius, stille Wohltäterin und Ehrenbürgerin Badens, der von 1871 bis zu ihrem Ableben, 1894, die Liegenschaft gehörte und deren Andenken in der Annahöhe des Kurparks fortlebt.

## Architektur und Ausstattung
Die über der Einfahrt unter einem Blechbaldachin platzierte Konsole mit Madonna war ursprünglich ein Werk von Anton Dominik Fernkorn (1813–1878), wurde jedoch im Jahr 2000 durch eine Kopie ersetzt; jene heute noch vorhandenen Geschäftsportale datieren um 1900. Die Hoffassaden tragen Terrakottadekor, die Holzveranden folgen dem Schweizerhausstil. Der Garten, in dem sich ein in Holzkonstruktion ausgeführtes, stilistisch dem Hauptbau angepasstes Glashaus befand, ist um die Jahrtausendwende größtenteils in einem (von Valeriestraße 11 erschlossenen) Wohnbau aufgegangen.

## Name
Die Hausbezeichnung Mathildenhof dürfte erst nach dem Ersten Weltkrieg entstanden sein, als die Vöslauer Hotelbetreiberin Mathilde Witzmann in den Besitz des Hauses kam, das sie dann bis 1950 innehaben sollte.